# More Christmas 2010
More Christmas 2010 er et dansk opsamlingsalbum med julemusik udgivet den 5. november 2010 på disco:wax, NSM og Sony Music. Albummet modtog guld for 15.000 solgte eksemplarer.

## Spor

### CD1
1. Wham! - "Last Christmas"
2. Drengene fra Angora - "Jul I Angora"
3. MC Einar - "Jul det' cool"
4. Anden - Jul på Vesterbro"
5. De Nattergale - "Støvle Dance"
6. Shu-bi-dua - "Den Himmelblå"
7. Gnags - "Julesang"
8. Jimmy Jørgensen & Peter Frödin- "Santa Claus Is Coming to Town"
9. Celine Dion - "Happy Xmas (War Is Over)"
10. Shakin Stevens - "Merry Christmas Everyone"
11. Elvis Presley - "I'll Be Home for Christmas"
12. Bing Crosby - "White Christmas"
13. Søs Fenger & Thomas Helmig - "Når Sneen Falder"
14. Rubber Band - "Jingle Bell Rock"
15. Brenda Lee - "Rockin' Around the Christmas Tree"
16. Darleens - "It's Gonnabe a Cold Cold Christmas"
17. Maria Montell - "Let It Snow! Let It Snow! Let It Snow!"
18. Martin Brygmann & Maria Lucia - "Julen Rammer Som en Lammer"
19. Gasolin - "Endelig Jul Igen"

### CD 2
1. Band Aid - "Do They Know It's Christmas?"
2. Boney M. - "Mary's Boy Child"
3. Britney Spears - "My Only Wish (This Year)"
4. José Feliciano - "Feliz Navidad"
5. Otto Brandenburg - "Søren Banjomus"
6. Juice, S.O.A.P. & Christina Feat. Remee – "Let Love Be Love"
7. Martin Brygmann & Bent Fabricius-Bjerre - "When You Wish Upon a Star"
8. Macy Gray - "Winter Wonderland"
9. Sanne Salomonsen & Nikolaj Steen - "Vi Lover Hinanden"
10. Pernille Valentin - "Santa Baby"
11. Anne Linnet - "Lille Messias"
12. Johnny Logan - "Another Christmas Song"
13. Ida Corr - "Merry Christmas to U All"
14. Vocaloca - "The Christmas Song"
15. Flemming Bamse Jørgensen - "Jul Påvimmersvej"
16. Kaya & Ole – "Juletræet med sin pynt"
17. John Mogensen - "På Loftet Sidder Nissen"
18. Me & My - "Too Much Christmas"
19. D-A-D – "Sad Sad xmas"

## Hitlister og certificeringer

### Hitlister
| Hitliste (2010)              | Højeste placering |
| ---------------------------- | ----------------- |
| Danmark (Compilation Top-10) | 1                 |

### Certificeringer
| Land (Organisation) | Certificering |
| ------------------- | ------------- |
| Danmark (IFPI)      | Guld          |